# IC 2038
IC 2038 је спирална галаксија у сазвјежђу Златна риба која се налази на листи објеката дубоког неба у Индекс каталогу.
Деклинација објекта је - 55° 59' 33" а ректасцензија 4h 8m 54,2s. Привидна величина (магнитуда) објекта IC 2038 износи 14,5 а фотографска магнитуда 15,2. IC 2038 је још познат и под ознакама ESO 157-1, AM 0407-560, PGC 14553.